# Moravská Sázava
La Moravská Sázava est une rivière de la Tchéquie longue de 54 km et un affluent de la Morava et donc un sous-affluent du Danube.